# Bouenza
Bouenza é um dos 12 departamentos da República do Congo, localizada na parte sul do país. Faz divisa com os departamentos de  Lékoumou, Niari, Plateaux e Pool, e com a República Democrática do Congo. Sua capital é a cidade de Madingou.
Nkayi é a maior cidade do departamento e quarta maior do país.

## Distritos
- Boko-Songho
- Kayes
- Kingoue
- Loudima
- Mabombo
- Madingou
- Mfouati
- Mouyondzi
- Tsiaki
- Yamba